# Óscar Javier Morales
Óscar Javier Morales Albornoz (Montevidéu, 29 de março de 1975) é um ex-futebolista uruguaio que atuava como volante.

## Títulos
Cerro
- Campeonato Uruguaio — Segunda Divisão (1): 1998

Nacional
- Liguilla Pré-Libertadores da América (2): 1999 e 2008
- Campeonato Uruguaio (5): 2000, 2001, 2002, 2005 e 2008–09